# Selaawi (Talegong)
Selaawi is een bestuurslaag in het regentschap Garut van de provincie West-Java, Indonesië. Selaawi telt 4013 inwoners (volkstelling 2010).